# دورنت (آیووا)
دورنت (به انگلیسی: Durant) شهری در ایالت آیووا کشور ایالات متحده آمریکا است که جمعیت آن در سرشماری سال ۲۰۱۰ میلادی، ۱٬۸۳۲ نفر بوده‌است.